# Michael Hermann (Politikwissenschaftler)
Michael Hermann (* 9. September 1971 in Huttwil) ist ein Schweizer Geograph und Politikwissenschaftler. Er ist Leiter des Forschungsinstituts Sotomo und lehrt am Geographischen Institut der Universität Zürich.

## Leben

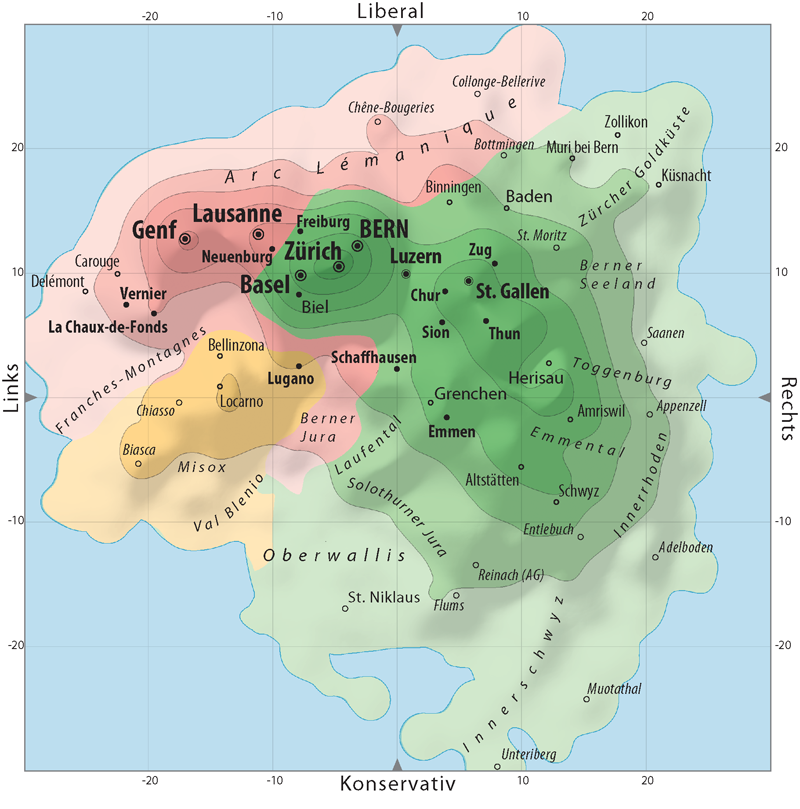
Politische Landkarte der Schweiz

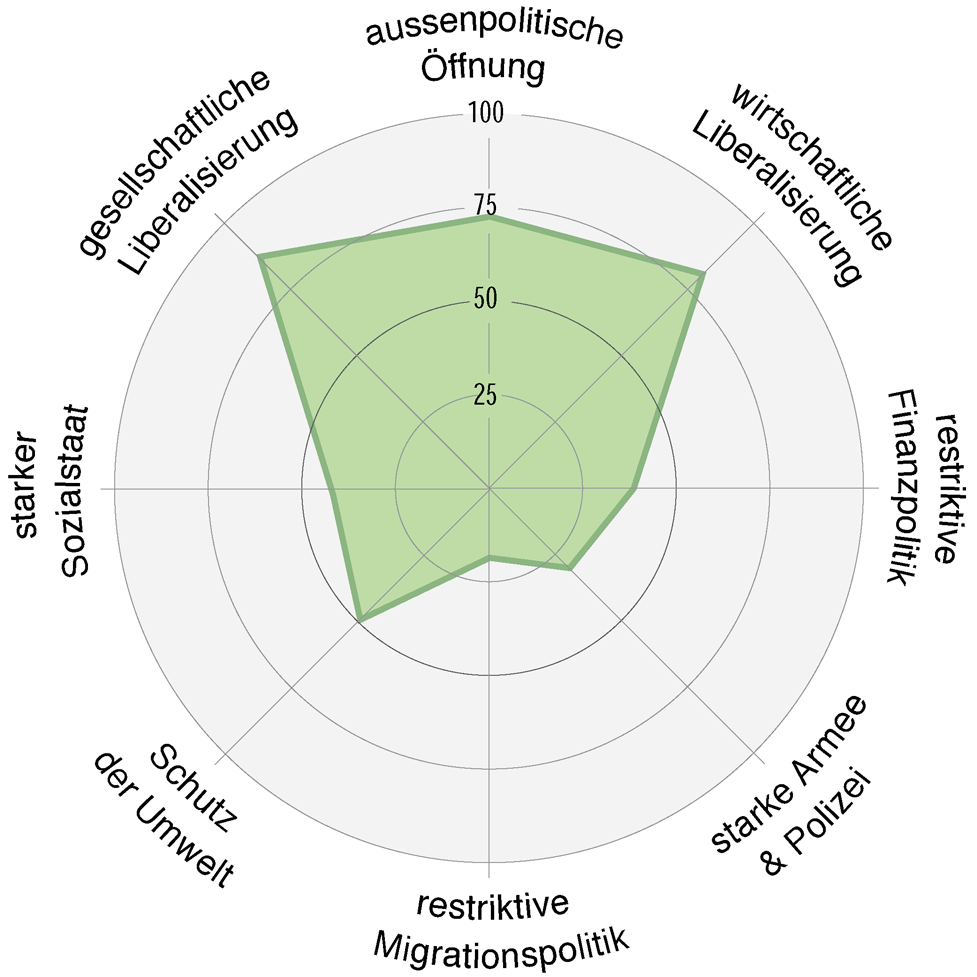
Politisches Spinnenprofil

Hermann wuchs im bernischen Huttwil auf und besuchte das Gymnasium in Langenthal. Er studierte an der Universität Zürich Geographie, Volkswirtschaft und Geschichte und promovierte 2006 am Geographischen Institut zum Thema «Werte, Wandel und Raum».

## Leistungen
1998, als Student, gab Hermann zusammen mit zwei Kollegen, Heiri Leuthold und Philippe Sablonier, die Studie Elfenbeinturm oder Denkfabrik heraus. Nach dem Diplom als Geograph gründete er zusammen mit Heiri Leuthold am Geographischen Institut der Universität Zürich die Forschungsgruppe sotomo – Sozialtopologie und Modernisierung und löste sie später als eigenes Unternehmen aus dem Institut heraus. Seit dem Tod des Partners 2009 führt er sotomo allein.
Mit der Publikation des Atlas der politischen Landschaften: Ein weltanschauliches Porträt der Schweiz und der Entwicklung der politischen Spinnenprofile, die zur Visualisierung politischer Einstellungen dienen, begründete Hermann seine Karriere als Kommentator der eidgenössischen Politik in Zeitungen, Radio und Fernsehen. Seit 2004 publiziert er jährlich das «Links-Rechts-Rating» in der Neuen Zürcher Zeitung; von 2009 bis 2023 schrieb er eine Kolumne zu politischen Themen für die Zeitungen Tages-Anzeiger und Der Bund. Seit 2016 führt er mit sotomo Wahlumfragen für die SRG durch. Er lehrt am Geographischen Institut der Universität Zürich, bis 2017 auch am Politikwissenschaftlichen Institut der Universität Zürich. Hermann ist Verfasser sozialräumlicher Studien, etwa zu Zuwanderung und Bevölkerungsentwicklung und Parlaments- und Parteienanalysen.

## Publikationen
- Mit Heiri Leuthold, Philippe Sablonier (Hrsg.): Elfenbeinturm oder Denkfabrik: Ideen für eine Universität mit Zukunft. Chronos, Zürich 1998, ISBN 3-905312-60-3.
- Mit Heiri Leuthold: Atlas der politischen Landschaften: Ein weltanschauliches Porträt der Schweiz. vdf Hochschulverlag AG an der ETH Zürich, Zürich 2003, ISBN 3-7281-2901-1.
- Konkordanz in der Krise – Ideen für eine Revitalisierung. NZZ Libro, Zürich 2011, ISBN 978-3-03823-732-7.
- Was die Schweiz zusammenhält. Vier Essays zu Politik und Gesellschaft eines eigentümlichen Landes. Zytglogge, Basel 2016, ISBN 978-3-7296-0918-1 (über das Buch).